# صبير جزري
صبير جزري (الاسم العلمي:Opuntia insularis) هو نوع من النباتات يتبع جنس الصبير من الفصيلة الصبارية.